# Yamaska (district électoral du Canada-Uni)
Pour les articles homonymes, voir Yamaska.
Circonscription électorale provinciale du Canada
Yamaska est un district électoral de l'Assemblée législative de la province du Canada.

## Liste des députés
| Années | Années      | Député                   | Affiliation                     |
| ------ | ----------- | ------------------------ | ------------------------------- |
|        | 1841 - 1844 | Joseph-Guillaume Barthe  | Canadien-français antiunioniste |
|        | 1844 - 1848 | Léon Rousseau            | Canadien-français               |
|        | 1848 - 1851 | Michel Fourquin          | Canadien-français               |
|        | 1848 - 1851 | Michel Fourquin          | Réformiste                      |
|        | 1851 - 1854 | Pierre-Benjamin Dumoulin |                                 |
|        | 1854 - 1858 | Ignace Gill              | Conservateur                    |
|        | 1858 - 1861 | Ignace Gill              | Conservateur                    |
|        | 1861 - 1863 | Moïse Fortier            | Rouge                           |
|        | 1863 - 1867 | Moïse Fortier            | Rouge                           |